# マブルーク・ザーイド
マブルーク・ザーイド（Mabrouk Zaid、1979年2月11日 - ）は、サウジアラビアの元サッカー選手。元サウジアラビア代表。ポジションはゴールキーパー。

## 経歴
2001年7月にサウジアラビア代表デビュー。出場機会は無かったが、2002 FIFAワールドカップ、AFCアジアカップ2004のメンバーにも選ばれた。2006 FIFAワールドカップでは正ゴールキーパーとしてグループステージ全3試合にフル出場した。2010年までに47試合に出場した。

## 代表歴

### 出場大会
- サウジアラビア代表
  - 2002 FIFAワールドカップ
  - 2006 FIFAワールドカップ

### 試合数
- 国際Aマッチ 47試合 0得点（2001年-2010年）[1]

| サウジアラビア代表 | 国際Aマッチ | 国際Aマッチ |
| 年                 | 出場        | 得点        |
| ------------------ | ----------- | ----------- |
| 2001               | 2           | 0           |
| 2002               | 7           | 0           |
| 2003               | 9           | 0           |
| 2004               | 6           | 0           |
| 2005               | 10          | 0           |
| 2006               | 8           | 0           |
| 2007               | 0           | 0           |
| 2008               | 0           | 0           |
| 2009               | 2           | 0           |
| 2010               | 3           | 0           |
| 通算               | 47          | 0           |